# José Marcos Costa Martins
José Marcos Costa Martins, bekannt als Marquinhos, (* 23. Oktober 1999 in Cajari, Maranhão) ist ein brasilianischer Fußballspieler. Er steht  bei Spartak Moskau unter Vertrag.

## Karriere
Marquinhos begann seine Karriere bei Atlético Mineiro. Im Juni 2017 debütierte er für die Profis von Mineiro in der Série A, als er am zehnten Spieltag der Saison 2017 gegen Chapecoense in der 77. Minute für Valdívia eingewechselt wurde. Dies blieb sein einziger Saisoneinsatz. Nachdem er zu Beginn der Saison 2018 keine Rolle gespielt hatte, wurde er im September 2018 an den Ligakonkurrenten Chapecoense verliehen. Bei Chapecoense konnte sich der Stürmer jedoch auch nicht durchsetzen und kam bis zum Ende der Leihe nur zweimal zum Einsatz. Zur Saison 2019 kehrte Marquinhos nach Mineiro zurück. Für Atlético kam er in der Saison 2019 zu insgesamt zwölf Einsätzen in der höchsten brasilianischen Spielklasse, in denen er ein Tor erzielte. 2021 wurde er an Botew Plowdiw verliehen.
Anfang 2022 wechselte er zum ungarischen Rekordmeister Ferencváros Budapest, bei dem er bis zum Saisonende zunächst noch acht Ligaspiele bestritt. Ab der folgenden Spielzeit konnte er sich als Stammspieler durchsetzen. Mit der Mannschaft gewann er 2022, 2023 und 2024 dreimal in Folge die ungarische Meisterschaft sowie 2022 den ungarischen Pokal.
Im August 2024 wechselte Marquinhos nach Russland zu Spartak Moskau.